# Брисков-Финкенхерд
Брисков-Финкенхерд (њем. Brieskow-Finkenheerd) општина је у њемачкој савезној држави Бранденбург. Једно је од 38 општинских средишта округа Одер-Шпре. Према процјени из 2010. у општини је живјело 2.524 становника. Посједује регионалну шифру (AGS) 12067076.

## Географски и демографски подаци
Брисков-Финкенхерд се налази у савезној држави Бранденбург у округу Одер-Шпре. Општина се налази на надморској висини од 35 метара. Површина општине износи 13,5 km². У самом мјесту је, према процјени из 2010. године, живјело 2.524 становника. Просјечна густина становништва износи 187 становника/km².